# Christliche Diaspora
Als christliche Diaspora (v. griech.: διασπορά diaspora = Verstreutheit) werden Christen bezeichnet, die in der jeweiligen Region eine religiöse Minderheit sind. Dabei kann es sich um die Gesamtheit der Christen handeln, aber auch um konfessionelle Minderheiten in einer durch eine andere Konfession dominierten Region. Auch die heute sehr verbreiteten Migrationskirchen stellen eine Diaspora dar.

## Geschichte
Die christliche Diaspora ist ein sehr altes Phänomen: bereits der 1. Brief des Petrus wendet sich 

„an die Auserwählten, die als Fremdlinge in der Diaspora leben, in Pontus, Galatien, Kappadokien, in der Provinz Asia und in Bithynien“

 und bis ins vierte Jahrhundert existierten Christen ausnahmslos in der Diaspora. Eine Diaspora in Folge christlicher Mission besteht heute vor allem in Asien aber auch in Teilen Afrikas fort.

### Orient
Diasporakirchen entstanden auch durch religiöse Umwälzungen, wie die Expansion des Islam im 7. Jahrhundert oder Reformation und Gegenreformation, durch die existierende Kirchen in eine Minderheitssituation gerieten. So leben alle altorientalischen Kirchen, ausgenommen die Äthiopisch-Orthodoxen Tewahedo-Kirche, infolge der Expansion des Islam im 7. Jahrhundert in der Diaspora.

### Europa
In Europa entstand eine konfessionelle Diaspora im 18. und 19. Jahrhundert durch Wanderbewegungen in konfessionell einheitliche Gebiete. In Folge der Französischen Revolution wurde vielerorts das Gottesdienstverbot für andere Konfessionen aufgehoben; so gestattete der kleine Rat des Kantons Zürich 1807 den Katholiken erstmals seit der Reformation wieder regelmäßige Messfeiern. Der Centralvorstand der evangelischen Kirche verzeichnete um 1850 hundert evangelische Diasporagemeinden in katholischen Gebieten Deutschlands.
Um die Diasporagemeinden der eigenen Kirche zu unterstützen, entstand 1832 das evangelische Gustav-Adolf-Werk. Lutherische Kirchen bildeten regionale Gotteskastenvereine, die sich später im Martin-Luther-Bund zusammenschlossen. Die katholische Kirche gründete das Bonifatiuswerk der deutschen Katholiken.

### Deutschland
Insbesondere Binnenwanderung innerhalb der nach 1806 neu gebildeten Nationalstaaten (z. B. Baden, Bayern u. a.) und Migration auf Grund der Industrialisierung des 19. Jahrhunderts, dann in größerem Umfang die Bevölkerungsverschiebungen nach dem Zweiten Weltkrieg führten in Deutschland zur Entstehung großer katholischer Diasporagemeinden in Norddeutschland und evangelischer Diasporagemeinden in Süddeutschland sowie innerhalb der Länder/Bundesländer, die heute zudem durch weitere Zuwanderergruppen wie beispielsweise Südeuropäer oder Spätaussiedler aus den ehemaligen Staaten des Warschauer Paktes geprägt werden.